# Moatize

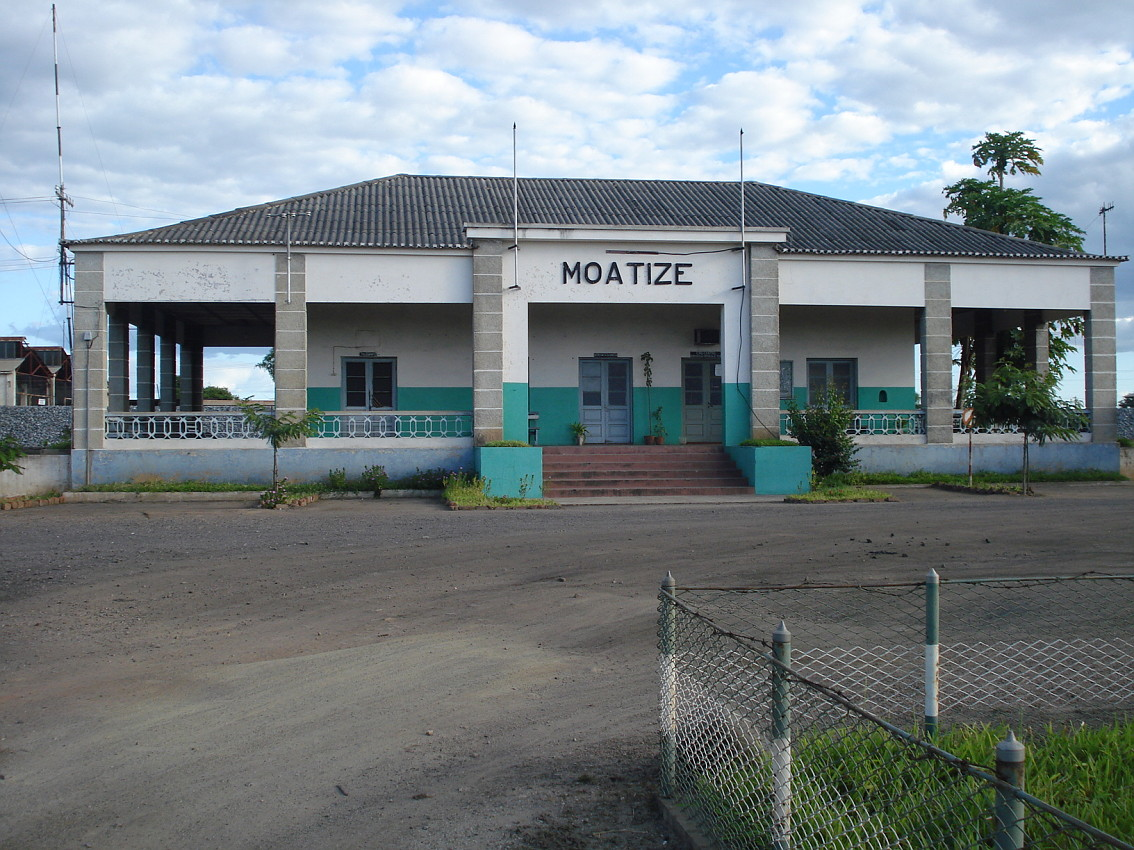
Estação Ferroviária de Moatize

Moatize é uma cidade da província de Tete em Moçambique, sede do distrito do mesmo nome. Moatize é um município com um governo local eleito. A até então vila foi elevada à categoria de cidade em 25 de fevereiro de 2020.
A cidade de Moatize tinha, de acordo com o censo de 1997, uma população de 26 560 habitantes.

## Economia
A Bacia Carbonífera de Benga-Moatize tem uma importância económica fundamental para Moçambique. Várias concessões foram entretanto emitidas para prospecção e exploração de carvão nesta Bacia, nomeadamente à companhia brasileira VALE em 2004 e à australiana Riversdale, cujo início da exploração está previsto para 2011.

## Transportes
Moatize é um dos mais importantes centros ferroviários da nação, pois daqui partem duas linhas que o conectam com o porto da Beira, pelo ramal Dona Ana—Moatize, e com o porto de Nacala, pelo Caminho de Ferro de Nacala. Essas infraestruturas foram construídas para escoar o carvão desta região, actividade que foi interrompida pela guerra civil e somente plenamente retomada na década de 2010.